# Samea atrichonalis
Samea atrichonalis là một loài bướm đêm trong họ Crambidae.